# Valuri (mitologie)
Asemeni oricărei religii antice, monștri fabuloși sunt prezentați și în mitologia nordică. Astfel, sirenele reprezintă aspecte ale mării/oceanelor. Ele sunt cele nouă fiice ale lui Aegir și ale zeiței Ran.
Numele lor reflectă o caracteristică a valurilor oceanelor:
- Bara (Báva) - "Valul Uriaș"
- Duva (Dúfa) - "Cea care Cade" sau "Cea Ascunsă"
- Blodughadda (Blöðughadda) - "Cea cu Părul de Sânge"
- Unn - "Adâncul"
- Bylgja (Bylgia) - "Valul Devastator"
- Hevring (Hefring) - "Cea care Ridică"
- Himinglava (Himinglæva) - "Cea Prin care se Vede Cerul"
- Hronn (Hrönn) - "Înghițit de Valuri"
- Kólga - "Frigul"